# Ecce Homo Park
Ecce Homo Park, nazývaný také Multimediální expozice Ecce Homo Park, je interiérové muzeum automobilismu umístěné v jižní části bývalého Augustiniánského klášteru ve Šternberku v Městské památkové zóně Šternberk ve Šternberku v okrese Olomouc.Geograficky se také nachází v Domašovské vrchovině v Olomouckém kraji a na Moravě.

## Historie a popis
Ecce Homo Park byl otevřen v roce 2015 a má své jméno podle místního tradičního automobilového okruhu závodů do vrchu Ecce Homo (Hle člověk - latnský Pilátuv výrok v Bibli), na kterém se první sportovní motoristický podnik konal již v roce 1905. Muzeum dokumentuje historii mistrovství Evropy a vývoj závodů do vrchu a vývoje automobilů, má zážitkové a multimediální expozice, síně slávy a rekordů, automobilový závodní trenažér, automobily, sbírku modelů automobilů, autodráhu a dětské koutky. Samotná expozice je rozdělena do 3 částí. Zřizovatelem muzea je Národní památkový ústav.

## Další informace
Vstup do muzea je zpoplatněn.

## Galerie

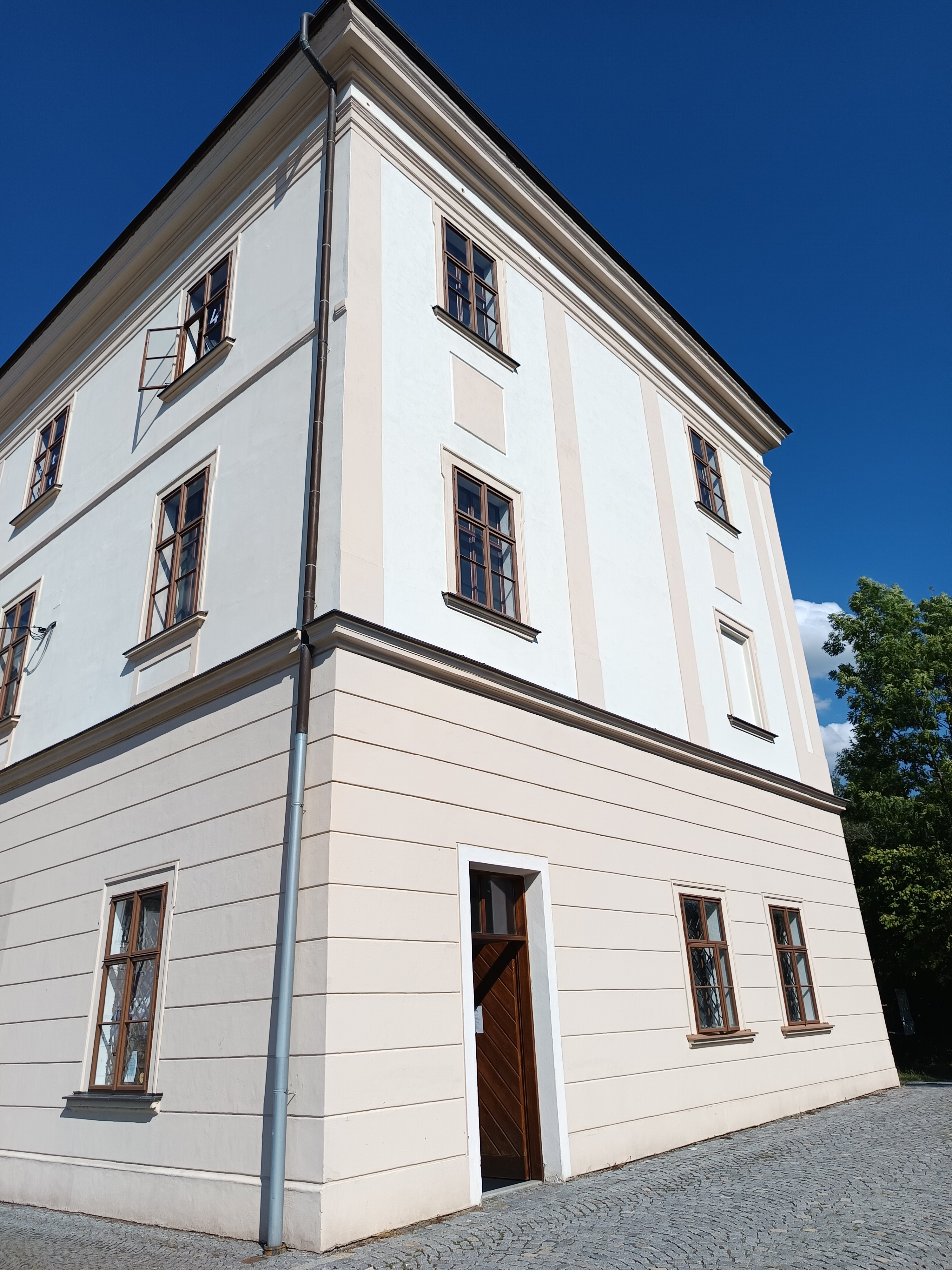
Vchod a budova muzea
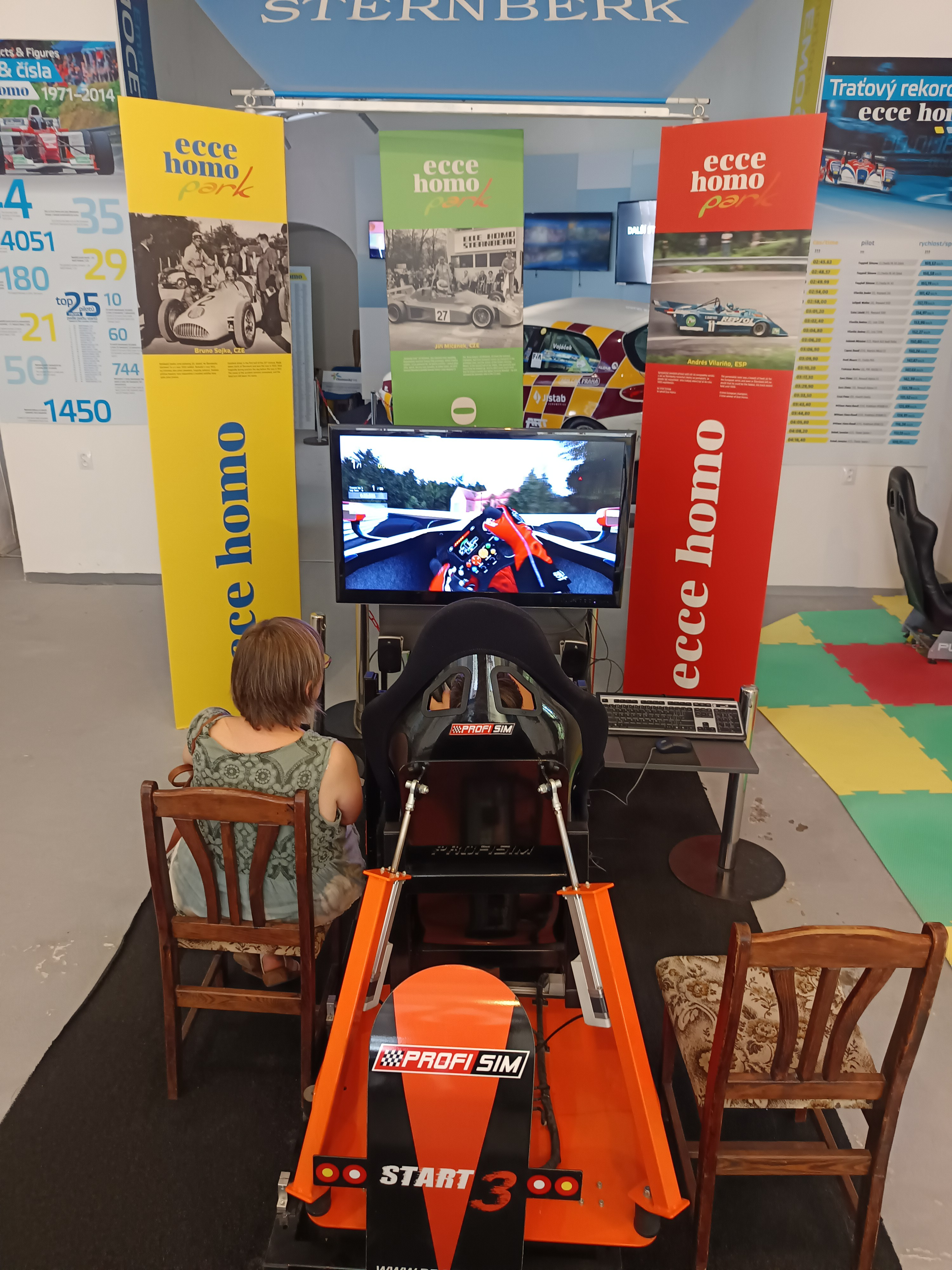
Expozice v muzeu
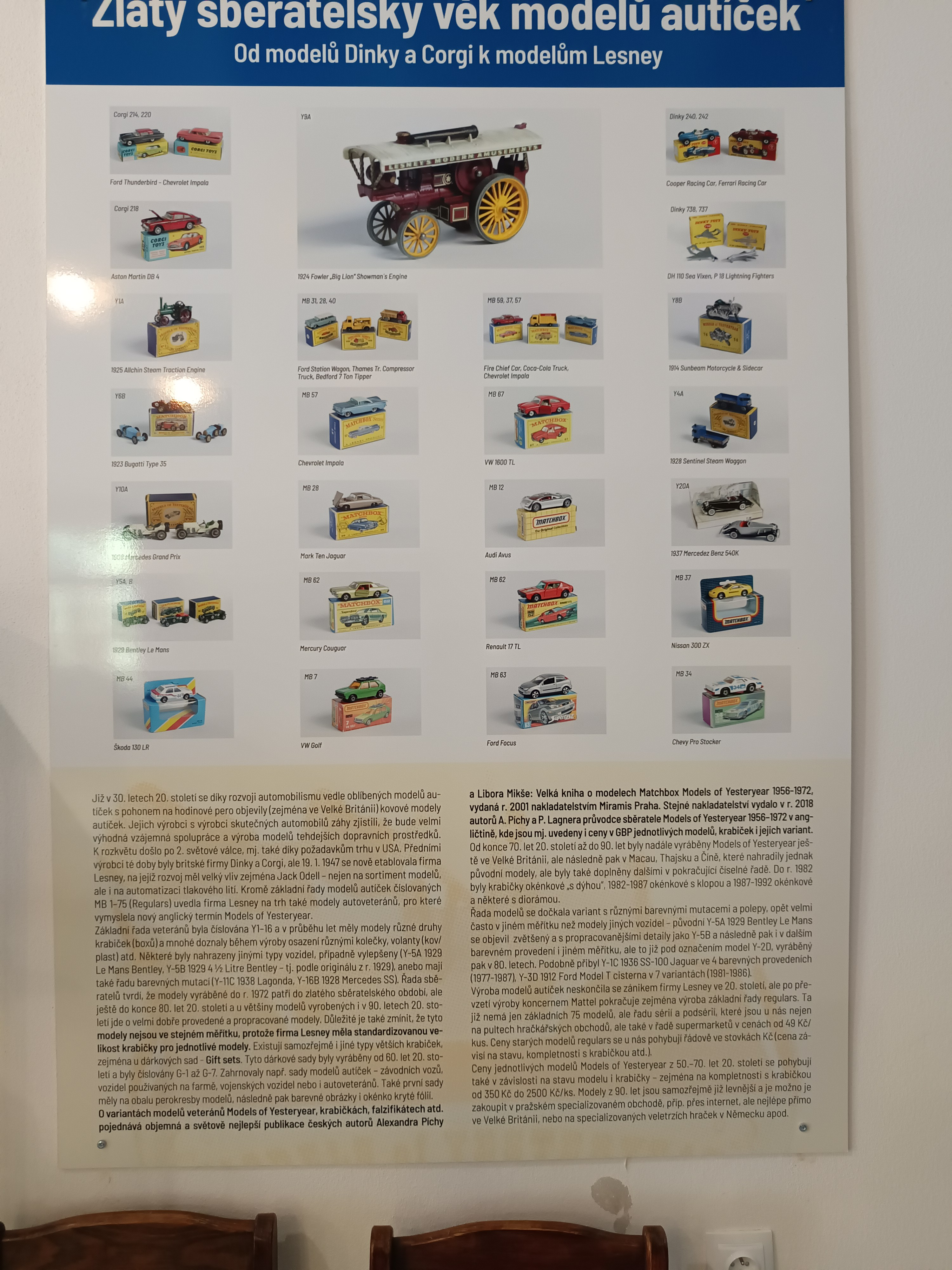
Expozice v muzeu
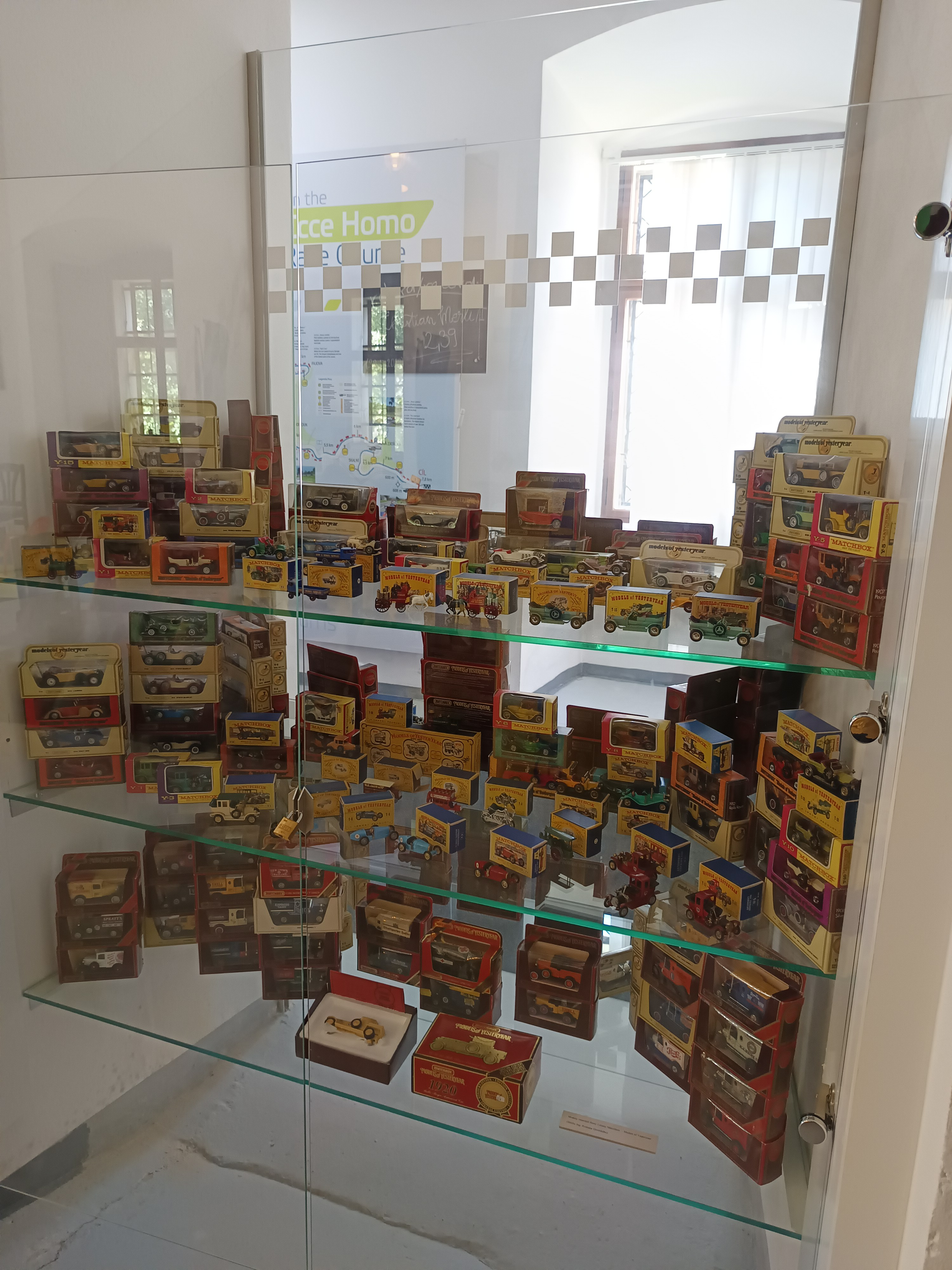
Expozice v muzeu
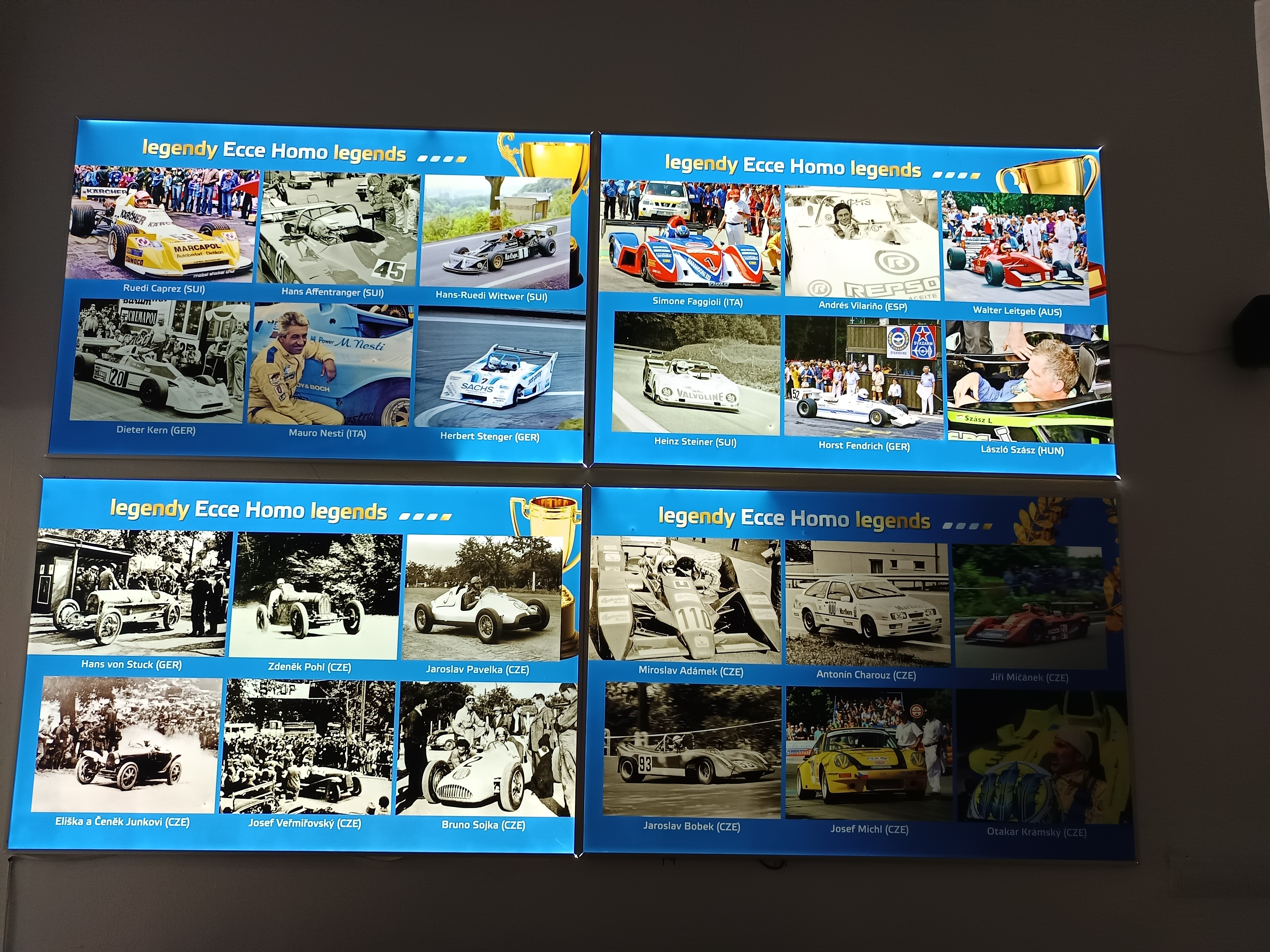
Expozice v muzeu
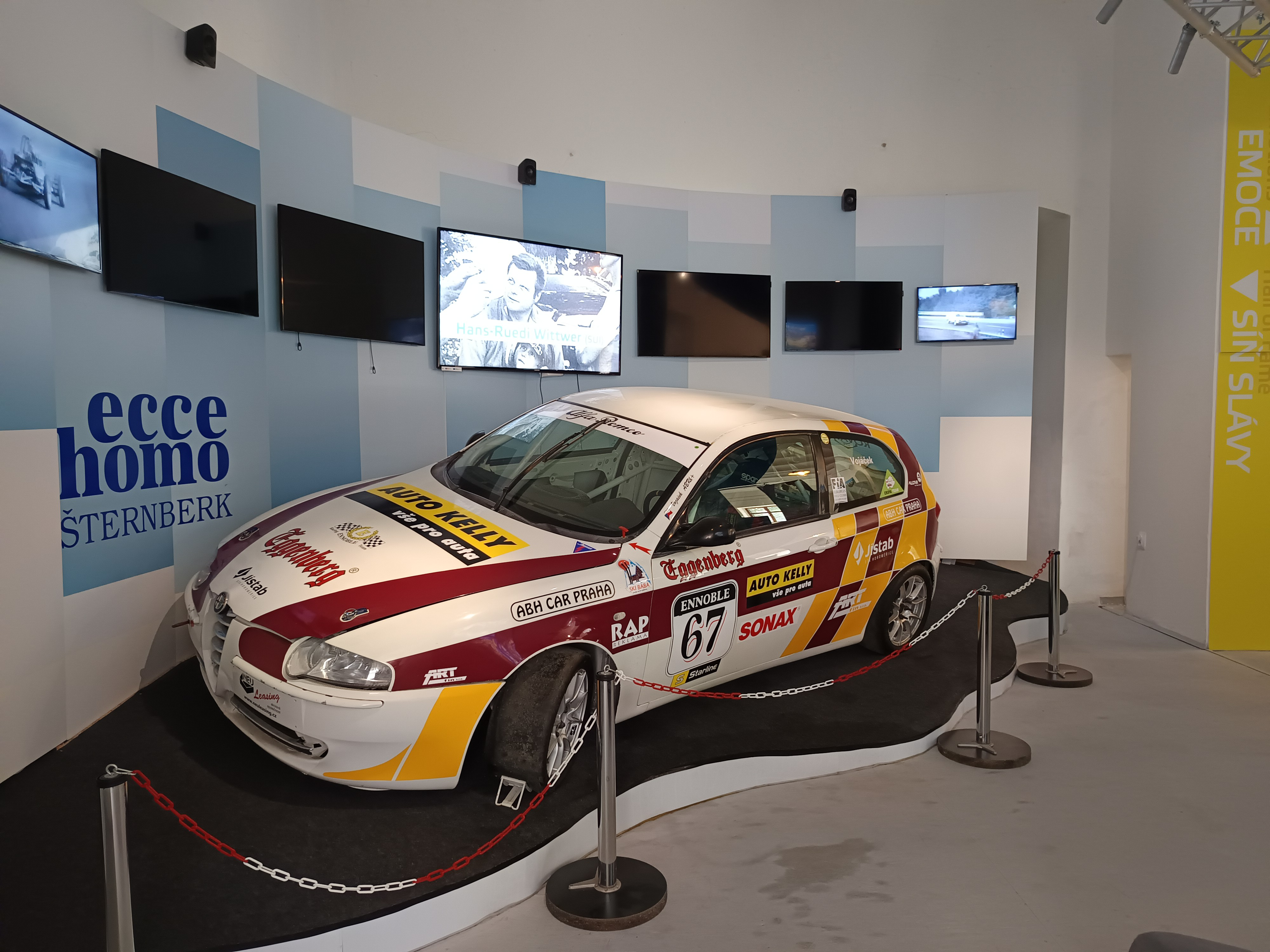
Expozice v muzeu
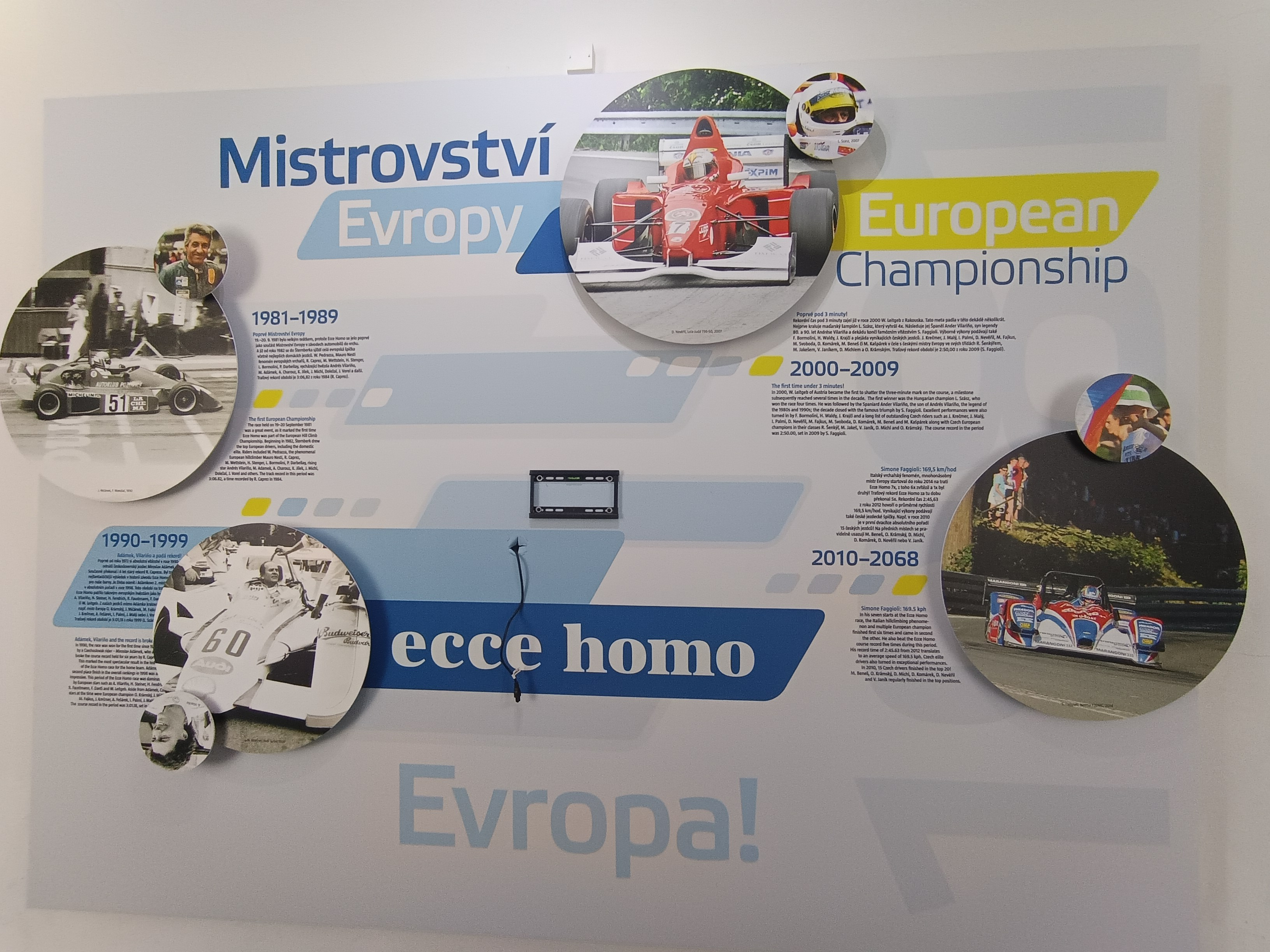
Expozice v muzeu